# Srbské království
Srbské království (srbsky Краљевина Србија, psáno v latince Kraljevina Srbija) byl nezávislý stát vzniklý ze Srbského knížectví po Berlínském kongresu v roce 1878 a zaniklý spojením se Státem SHS do Království Srbů, Chorvatů a Slovinců v roce 1918.

## Historie

### Vznik

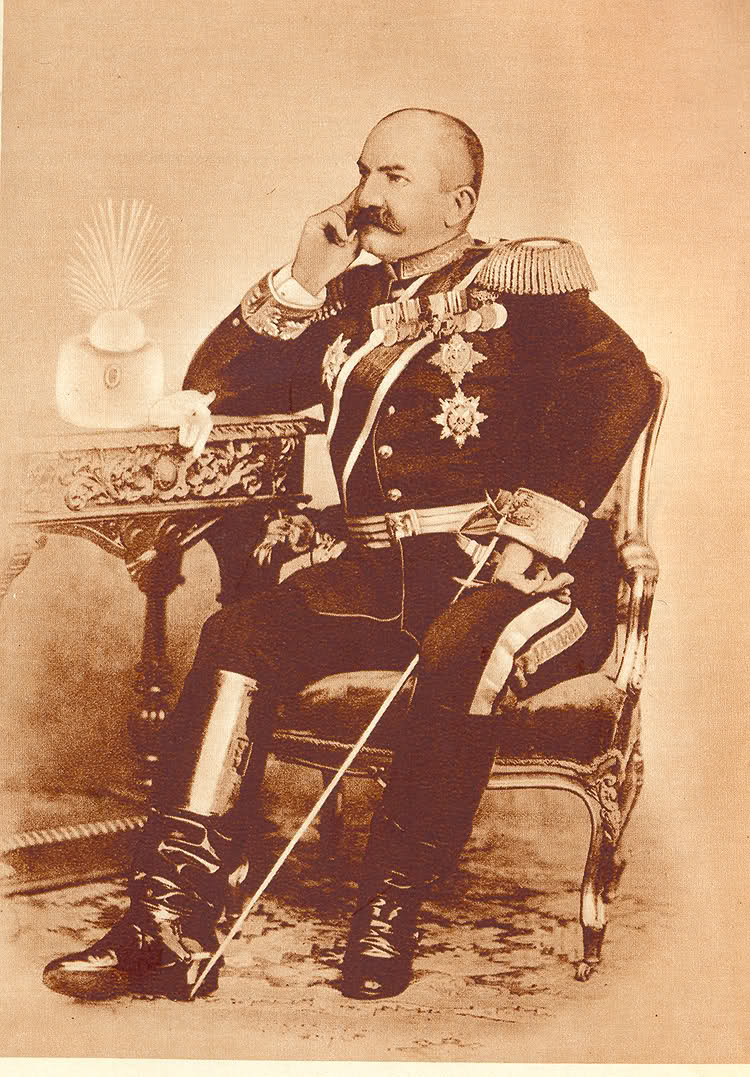
Milan I. Obrenović

V roce 1804 bylo Srbsko vyhlášeno autonomním knížectvím v rámci Osmanské říše, jejíž moc však byla silně omezena. Osmané si pouze zachovali právo na nevelký roční poplatek a kontrolu nad 6 městy a 2 pevnostmi. Po Berlínském kongresu v roce 1878 bylo 6. březen 1882 knížetem Milanem, vyhlášeno Srbské království a dosavadní kníže Milan byl korunován králem Milanem I., po něm nastoupil na trůn jeho syn Alexandr I. Jeho vládu poznamenaly skandály kolem královny Dragy, rozené Lunjevica, vdovy po českém inženýrovi Svetozáru Mašínovi, a královská rodina byla nakonec vzbouřenci roku 1903 zavražděna. Následně se již potřetí na trůn vrátili Karađorđevićové v osobě krále Petra I., který byl v roce 1903 korunován srbským králem. Ten žil téměř celý život po vyhnání svého otce Alexandra ve francouzském exilu, získal vysoké hodnosti ve francouzské armádě, zúčastnil se bosenského povstání a byl ženat s dcerou černohorského knížete a později krále Nikoly – Zorkou. Za jeho panování Srbsko zažívalo velký hospodářský a kulturní rozkvět, rovněž se odpoutalo od předchozí orientace na Rakousko a stalo se spojencem států Dohody.
V letech 1912–1913 se Srbsko zúčastnilo první balkánské války spolu s Černou Horou, Bulharskem a Řeckem. Srbská 1. armáda pod vedením prince Alexandra zvítězila nad tureckou armádou v bitvě u Kumanova, Turci byli definitivně vyhnáni z Balkánu a Srbsko dosáhlo rozšíření svého území o většinu Kosova a Makedonie. Následně ve druhé balkánské válce zvítězilo nad Bulharskem.

### První světová válka

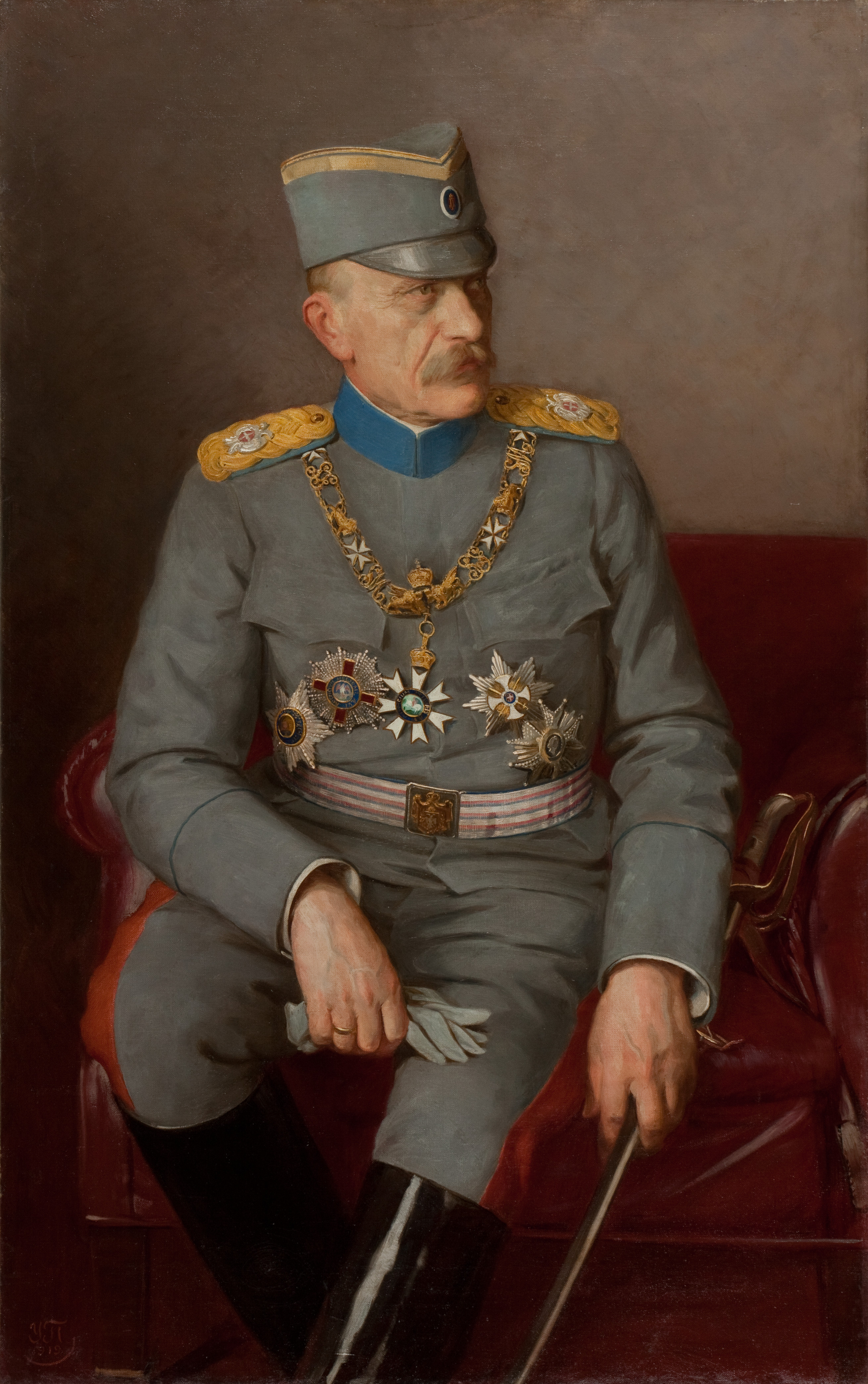
Generál Živojin Mišić

28. června 1914 byl v Sarajevu srbskými nacionalisty proveden atentát na Františka Ferdinanda d'Este a po vypršení ultimáta 28. července vyhlásilo Rakousko-Uhersko Srbsku válku.
Atentát na Ferdinanda d'Este, jehož hlavními pachateli byli mladí srbští nacionalisté z Bosny, postavil Srbsko do obtížné situace. Rakousko-Uhersko vyvolalo ostrou kampaň proti Srbsku a proti Srbům žijících na území monarchie. Srbští politici se snažili vyvrátit obvinění a proto atentát ostře odsoudili. Rakouské ultimátum, jehož přijetí by ze Srbska fakticky učinilo rakouského vazala, však odmítli a válku přijali. Srbský premiér Nikola Pašić po přečtení zprávy o vyhlášení války prorocky zvolal: "Rakousko nám vyhlásilo válku. To bude jeho konec!"
Válku proti habsburské monarchii ze začátku Srbsko s pomocí černohorských vojáků vedlo úspěšně. První ofenzívu Rakušanů odrazilo a srbské oddíly dokonce pronikly na území Bosny a dobyly Sarajevo. Rakousko-uherská linie na řece Kolubaře zakolísala a rozpadla se. Vzápětí byl osvobozen Bělehrad, který byl pod nadvládou Habsburků pouze 13 dní. Srbové se díky vítězství nad mnohonásobnou přesilou stali středem obdivu spojenců ze západu i z východu. Vydrželi se úspěšně bránit ještě celý rok, ale koncem roku 1915 vstoupili do války proti Srbsku také Bulhaři a Rakušanům dorazila na pomoc také silná německá armáda pod velením generála von Mackensena.
Na přelomu roku 1915 a 1916 byla srbská armáda zatlačena na jih země a území státu bylo rozděleno mezi Rakousko-Uhersko a Bulharsko. Zatímco Rakušané ve své okupační zóně neplánovali trvalé připojení, protože se obávali vyhrocení národnostních rozporů v říši, Bulharsko se snažilo srbskou národnost kompletně zlikvidovat a na jím okupovaném území začala silná bulharizace. Srbská armáda ustupovala v kruté zimě přes Albánii a s pomocí francouzského loďstva se znovu shromáždila na Korfu a dalších řeckých ostrovech. Následně bylo asi 40 000 vojáků převezeno do Řecka na soluňskou frontu.
V září 1918 se armádě Srbska s pomocí spojenců a povstalců v bulharském týlu podařilo prorazit nepřátelské linie a proniknout znovu na srbské území, kde doplňovala stavy nově naverbovanými vojáky. Bulharská a rakouská nadvláda se rychle zhroutila a po měsíci ofenzívy dosáhla vítězná srbská vojska Bělehradu. Ihned po válce se začalo utvářet Království Srbů, Chorvatů a Slovinců.

### Království Srbů, Chorvatů a Slovinců

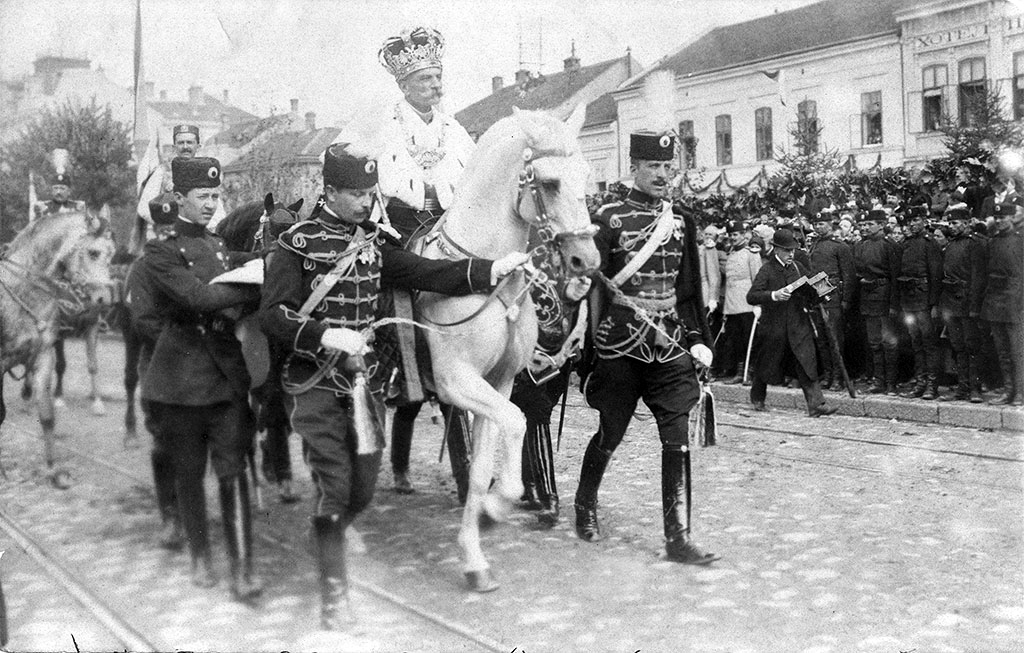
Petr I. po své korunovaci 21. září 1904

Po skončení první světové války se 24. listopadu 1918 u k Srbsku připojil Srem a jen o den později 25. listopadu i oblast tehdejší Vojvodiny, která byla také součástí Státu SHS a 26. listopadu se k Srbsku připojila i samostatná Černá Hora, kde byl král Nikola I. zbaven funkce. 1. prosince 1918 Stát SHS připojil k Srbskému království a poté došlo ke sjednocení Státu SHS se Srbským královstvím a vyhlášení Království Srbů, Chorvatů a Slovinců jako společného státu všech Jihoslovanů; hlavním městem nového státu se stal Bělehrad a státním zřízením monarchie pod vládou Karađorđevičů. Prvním králem se stal Petr I. Karađorđevič
Po první světové válce (1918) dosáhlo moderní Srbsko resp. Srbské království největšího územního rozsahu a zahrnovalo tato území:
- Střední Srbsko
- Kosovo
- Vardarská Makedonie
- Vojvodina – Srem, Banát, Baranja a Bačka
- Černá Hora

## Srbští králové
Dynastie Obrenovićů
- Milan I. – 1882 – 1889, mezi lety 1868–1889 srbský kníže
- Alexandr I. – 1889 – 1903

Dynastie Karađorđevičů
- Petr I. – 1903 – 1918, od roku 1918 král Srbů, Chorvatů a Slovinců.

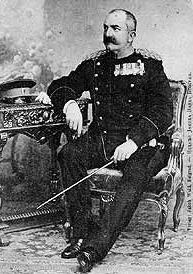
král Milan I.
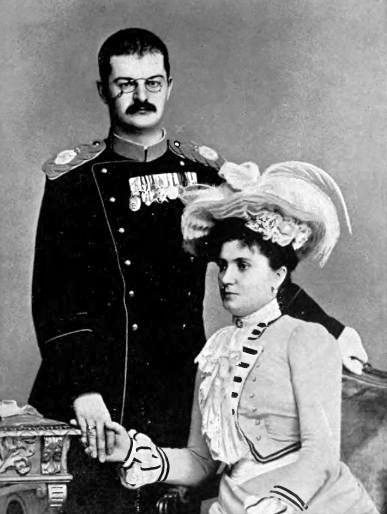
král Alexandr I. s ženou
král Petr I.

## Rozsah Srbského království

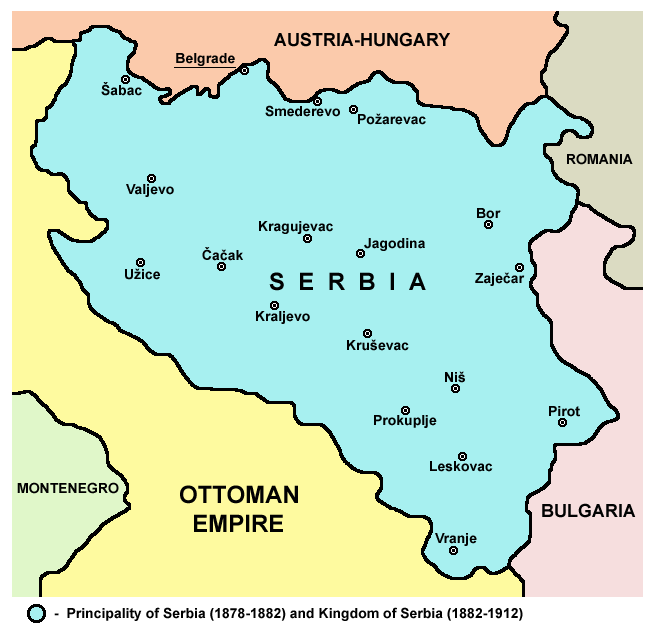
Srbské království 1882–1912
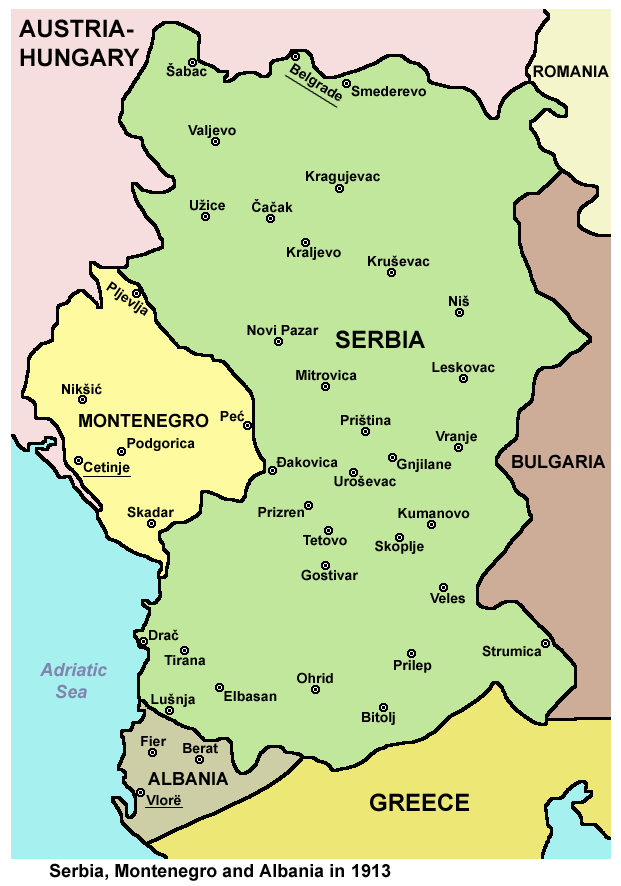
Srbské království v roce 1913
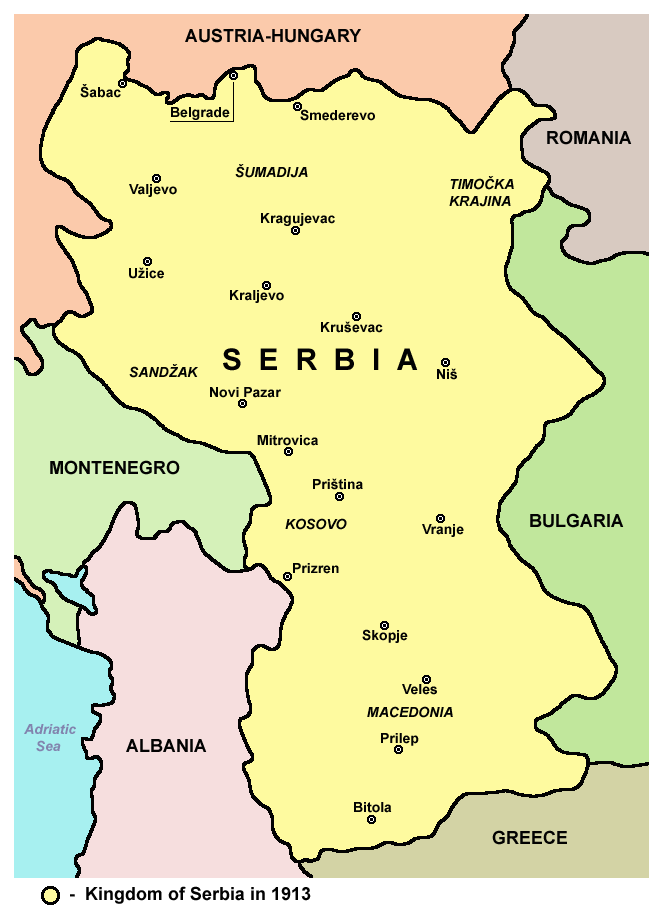
Srbské království v roce 1913
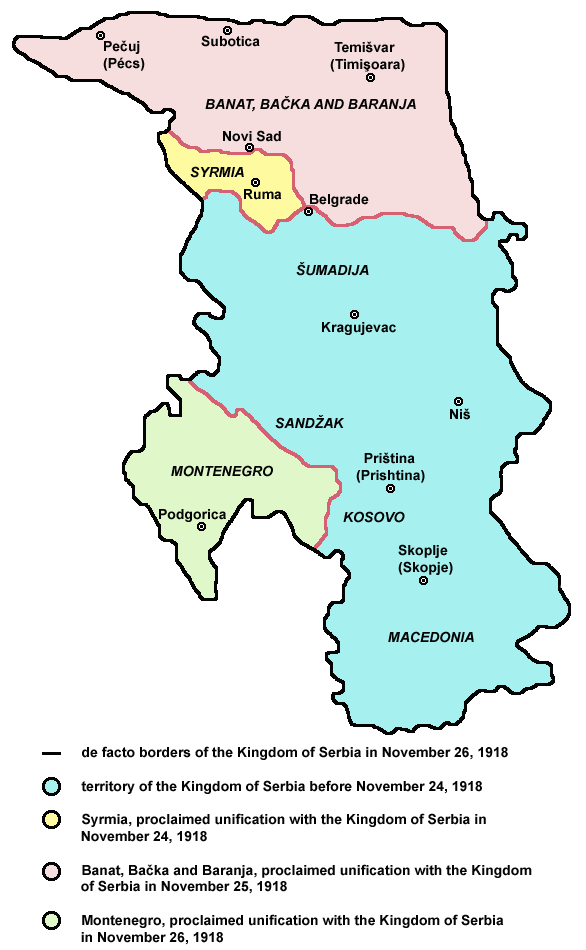
Srbské království v roce 1918 po spojení s Černou Horou, Sremem a Vojvodinou